# 大紫蛺蝶
大紫蛺蝶（学名：Sasakia charonda）是鱗翅目蛺蝶科紫蛺蝶屬中的一個物種。成蟲的前翅長50至55公厘，雄蝶的翅膀表面有青紫色的光澤；雌蝶比雄蝶要大，翅膀表面沒有青紫色的光澤，而是呈茶色的。大紫蛺蝶分佈於日本各地、朝鮮半島、中國、台灣北部和越南北部，喜歡生長於森林內。
大紫蛺蝶為日本的國蝶，其學名係由發現牠的日本昆蟲學者「佐佐木忠次郎」而來。

## 描述
本種為大型蛺蝶，雌雄外型差異明顯。
雄蝶：頭灰白，口吻黃褐，下唇鬚黑褐帶白。胸背灰褐，腹面鉛灰；腹部背灰褐、腹面乳白，具二條黑紋。足乳白混褐，前足癒合呈刺狀。觸角黑褐，末端黃褐裸露。
前翅長46-61 mm，呈三角形，前緣略凸、外緣微凹；後翅葉狀，翅脈末端微突。翅背底色黑褐，內側有帶金屬光澤的紫色斑塊，外圍有一列乳黃色中央斑點與小白點，亞外緣排列乳黃色小點；後翅臀區有鮮紅斑。翅腹面橄欖至黃色，斑紋較淡，前翅內側有黑色塊狀斑紋，後翅臀區亦有紅斑。
雌蝶體色與雄蝶相似，但翅背無紫斑，前足分節具爪。整體翅面亦佈滿黃白與白色斑點，後翅CuA2室外側有桃紅斑。翅腹有污黃色鱗片，中央具帶狀陰影，外緣有暗褐細線，斑紋與背面相似。緣毛黑褐色。

## 分佈
分布於日本、朝鮮半島、華東北至華西南、越南及臺灣，本島見於中、北部山區。

## 棲地
棲息於常綠闊葉林，一年一代，初夏出現。成蝶飛行快速有力，喜吸食樹液與腐果，冬季以幼蟲態藏於落葉下越冬，幼蟲取食大麻科朴樹葉片。

## 亚种

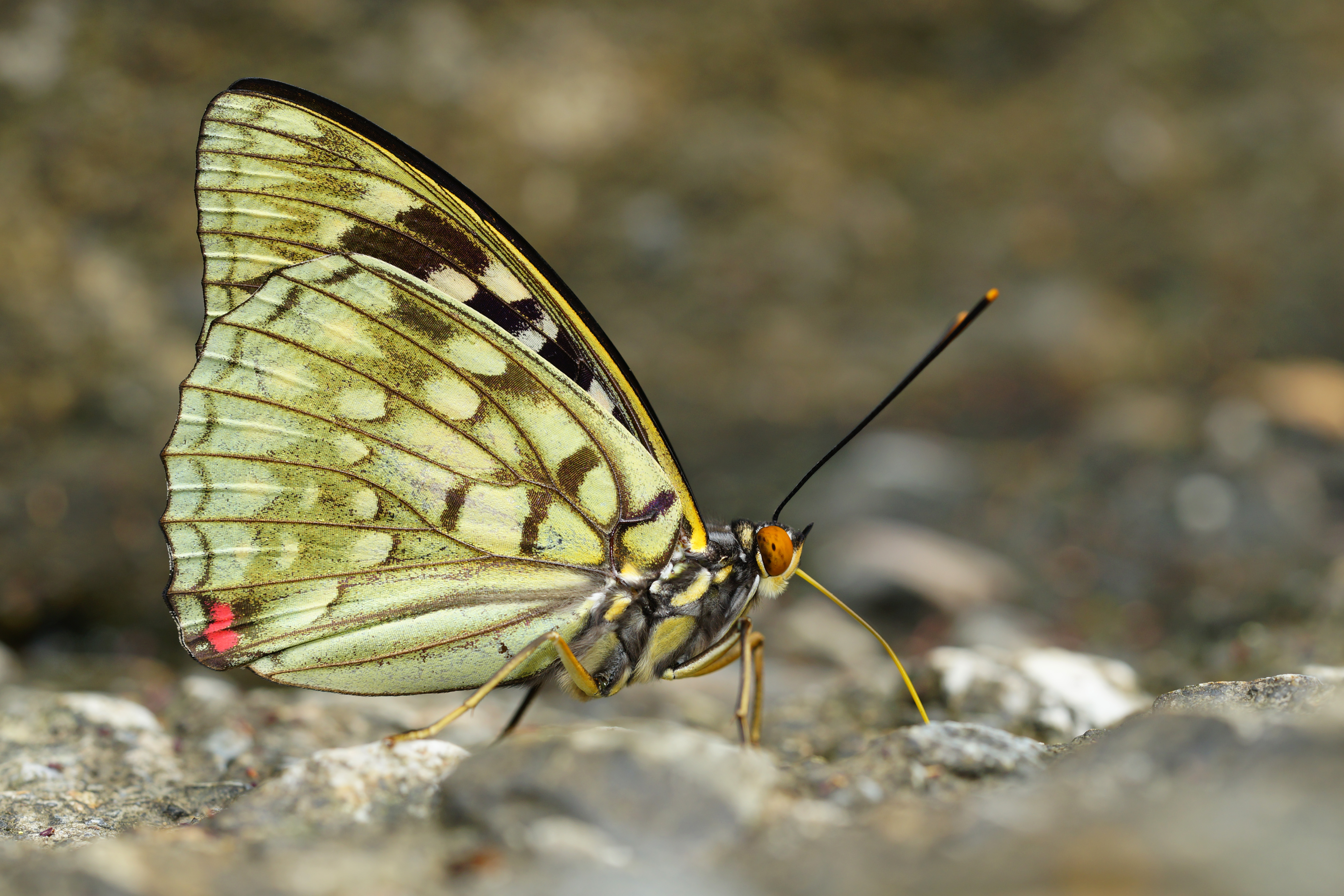
腹面
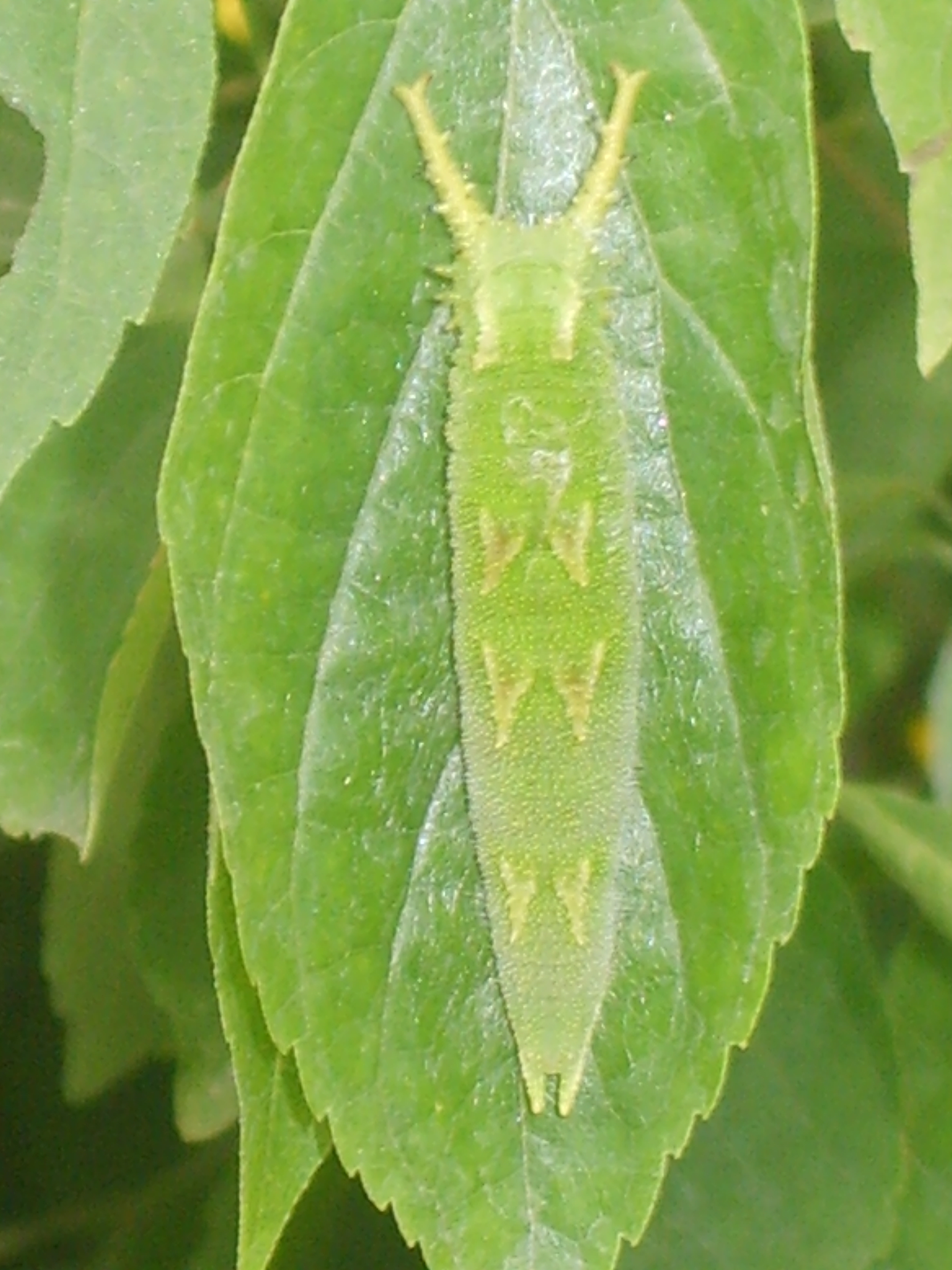
幼蟲
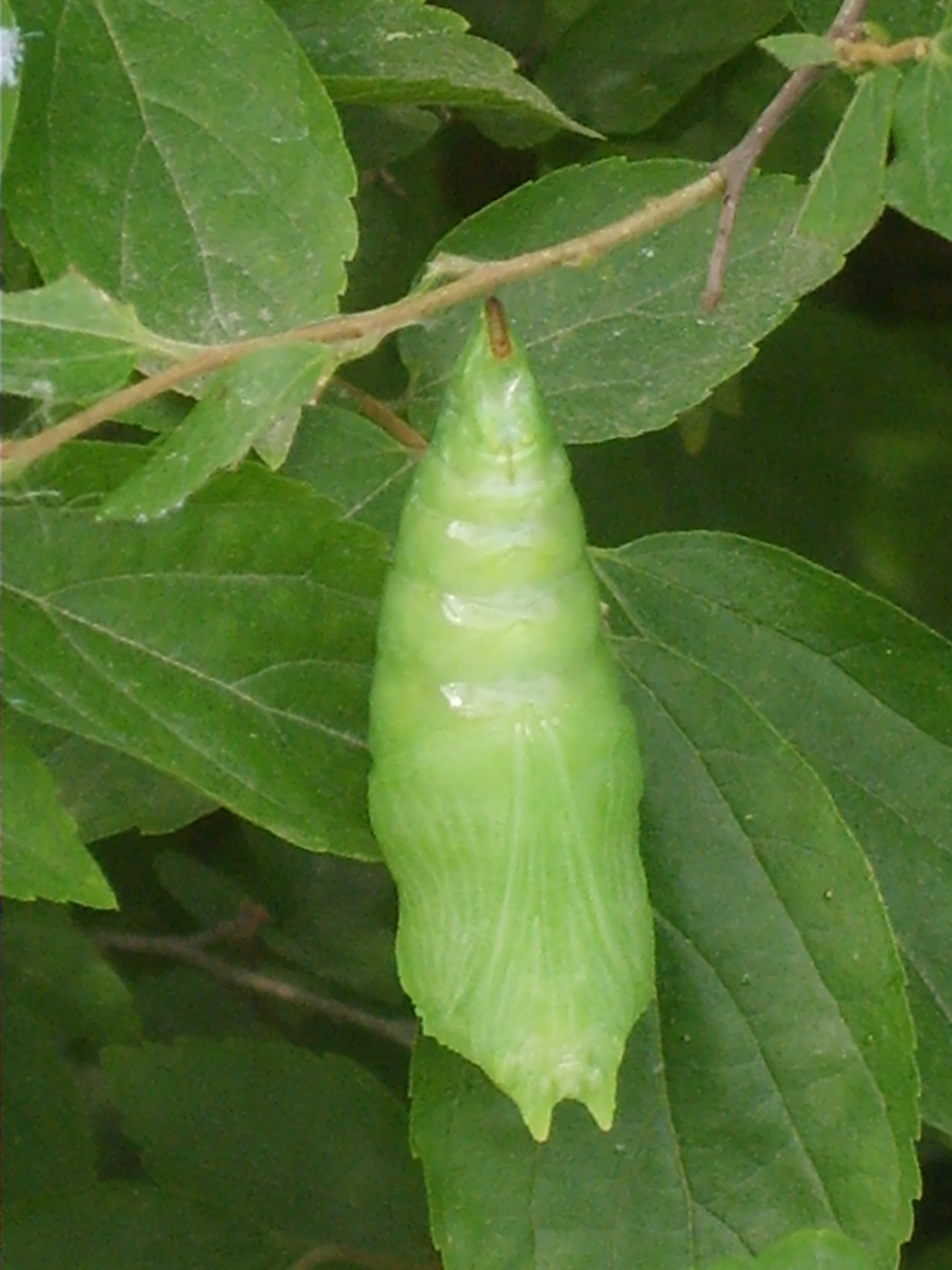
蛹

- Sasakia charonda subsp. charonda
- Sasakia charonda subsp. coreanus (Leech, 1887)
- 大紫蛱蝶台湾亚种 Sasakia charonda subsp. formosana Shirôzu, 1963
- Sasakia charonda subsp. kuriyamaensis
- Sasakia charonda subsp. sapporensis Murayama, 1954
- Sasakia charonda subsp. splendens Stichel, 1908
- Sasakia charonda subsp. submelania Mell, 1952
- 大紫蛱蝶云南亚种 Sasakia charonda subsp. yunnanensis Fruhstorfer, 1913

- 腹面
- 幼蟲
- 蛹

## 外部連結
- Sasakia（页面存档备份，存于） at funit.fi